# Geelsteelmycena
De geelsteelmycena (Mycena renati) is een paddenstoel uit het geslacht Mycena. Hij leeft saprotroof op dood loofhout.

## Kenmerken

### Uiterlijke kenmerken
Hoed
De hoed is 1 tot 3 cm in diameter. De vorm is aanvankelijk halfrond, later klokvormig tot kegelvormig. Het hoedoppervlak is glad, mat en vleeskleurig tot bruinroze van kleur. Het midden is meestal donkerder. De hoedrand, die meestal gegroefd is, is iets lichter van kleur.
Lamellen
De brede, licht bolvormige lamellen lopen met een tand langs de steel naar beneden. Ze zijn aanvankelijk witachtig en worden later roze. De randen zijn glad en min of meer dezelfde kleur.
Steel
De buisvormige, holle, broze steel is 2 tot 6 cm lang en 1 tot 2 mm breed. Hij is glad, glanzend, geelbruin, goudgeel tot oranjegeel van kleur, de stengeltop is iets lichter. 
Geur en smaak
Het zeer dunne, witachtige vruchtvlees ruikt nitro- of chloorachtig en smaakt min of meer mild tot radijsachtig.
Sporenprint
De sporenprint is witachtig.

### Microscopische kenmerken
De elliptische tot appelzaadvormige, amyloïde sporen zijn 7–10 µm lang en 5–7 µm breed. Ze zijn glad, hyaliene en bevatten vaak een druppel. Hun cheilocystidia zijn spoelvormig, zelden flesvormig (lagiform) of knotsvormig, en de hyfen van de hoedhuid (Pileipellis) hebben merkbaar verdikte uitgroeiingen.

## Verspreiding

Europees verspreidingsgebied

Deze Holarctische soort komt voor in Noord-Amerika (VS), Noord-Azië (Kaukasus), de Canarische Eilanden en Europa en is ook waargenomen in Noord-Afrika (Algerije). De verspreiding ervan is meridionaal tot subboreaal.
De schimmel is wijdverspreid in Europa, hoewel de frequentie sterk varieert. In Groot-Brittannië is de schimmel alleen in Engeland aangetroffen. De geelsteelmycena is wijdverspreid in Zuid- en Zuidoost-Europa en komt voor in Scandinavië noordwaarts tot aan de 64e breedtegraad.
In Duitsland komt de geelsteelmycena in drie afzonderlijke gebieden voor. Het eerste strekt zich uit van de Franse en Zwitserse Jura via de zuidelijke Vogezen, het Bovenrijngebied, het zuidelijke Zwarte Woud tot aan de Schwäbische Alb en het tweede gebied vanaf Liechtenstein, via Vorarlberg, Noord-Tirol en de Duitse en Oostenrijkse uitlopers van de Alpen. Een derde, tamelijk fragmentarisch gebied ligt in Oost-Westfalen, Zuid-Nedersaksen, Saksen-Anhalt en Thüringen. In de rest van Duitsland is de geelsteelmycena zeer zeldzaam of geheel afwezig. In de Alpenlanden van Zwitserland, Liechtenstein en Oostenrijk is het wijdverspreid tot vrij algemeen.
In Nederland komt de geelsteelmycena zeer zeldzaam voor.